# Srpanjska urota
Srpanjska urota je naziv za Operaciju Valkire, najpoznatiji pokušaj ubojstva Adolfa Hitlera. Odigrala se 20. srpnja 1944. godine u bunkeru Vučja jama u Istočnoj Pruskoj. Pukovnik Claus von Stauffenberg donio je aktovku s bombom na sastanak.
Ispričao se i napustio sobu. Nedugo zatim odjeknula je eksplozija, te je nekoliko ljudi poginulo, a nekoliko ranjeno. Sam Hitler nije ozlijeđen.
Uslijedila je strašna odmazda, s tisućama žrtava Gestapove istrage.